# لارس غوران بتروف
لارس غورَان بتروف (بالسويدية: Lars Göran Petrov)‏ هو مغني سويدي، ولد في 17 فبراير 1972 في السويد.

## وصلات خارجية
- لارس غوران بتروف على موقع ميوزك برينز (الإنجليزية)
- لارس غوران بتروف على موقع أول ميوزيك (الإنجليزية)
- لارس غوران بتروف على موقع ديسكوغز (الإنجليزية)
- لارس غوران بتروف على موقع ديسكوغز (الإنجليزية)